# Tilbagetrukne numre i dansk ishockey
Tilbagetrukne numre i dansk ishockey er en oversigt der omfatter  tidligere spillere i den danske ishockeyliga, der har fået trukket deres nummer/trøje tilbage så andre i klubben ikke kan tildeles det. Dette opfattes i amerikanske idrætsgrene som meget sjælden anerkendelse.
Det vises typisk ved, at nummeret hænges op som banner i hallen og/eller at nummeret blot ikke længere må benyttes af andre. I Danmark har vi dog blandt andet eksempler på at sønner fortsætter med det samme nummer.

## Esbjerg
14 Oleg Starkov 
15 Søren Jensen
16 Andreas Andreasen

## Frederikshavn
22 Craig "Chappy" Chapman (trøje nummeret bruges nu af Chappy's søn Christian)

23 Mike Grey
20 Benny Pedersen

## Herning
1 Lars Pagh
18 Daniel K. Nielsen
22 Todd Bjorkstrand
25 Dan Jensen
51 Frans Nielsen

## Odense
7 Lars Oxholm
12 Mads True

## Rungsted
14 Nicolai Clausen
25 Stefan Elvenes

## Rødovre
5 Tommy Pedersen
29 Jannik Stæhr

## Aalborg
27 Heinz Ehlers
23 Frederik Åkesson
13 Ronny Larsen

## Hvidovre
41 Sergejs Cubars
 Der er for få eller ingen kildehenvisninger i denne artikel, hvilket er et problem. Du kan hjælpe ved at angive troværdige kilder til de påstande, som fremføres i artiklen.